# Fons Rademakers
Fons Rademakers, właśc. Alphonse Marie Rademakers (ur. 5 września 1920 w Roosendaal w Holandii, zm. 22 lutego 2007 w Genewie) – holenderski reżyser i aktor filmowy.
Zdobył dla swego kraju pierwszego w historii Oscara za najlepszy film nieanglojęzyczny za dramat wojenny Atak (1986), zrealizowany na podstawie powieści pod tym samym tytułem autorstwa Harry’ego Mulischa.

## Wybrana filmografia

### Aktor
- Mysteries (1978), jako komendant policji
- Namiętność Kate (1975), jako Klant
- Lifespan (1974), jako profesor van Arp
- Dzieci nocy (1971), jako matka
- Arsene Lupin (1971-1974), jako Mullen
- Bezeten - Het gat in de muur (1969), jako Raoul
- Secret File USA (1955)